# Glasnik Zemaljskog muzeja Bosne i Hercegovine
Glasnik Zemaljskog muzeja najstariji je bosanskohercegovački znanstveni časopis.

## Povijest
Nakon osnivanja Zemaljskog muzeja u Sarajevu, znanstvenoistraživačke institucije u Bosni i Hercegovini koja je na sebe preuzela zadaću prikupljanja, obrade, proučavanja i čuvanja vrijednih arheoloških, etnoloških i inih nalaza, ubrzo je identificirana potreba za pokretanjem znanstvenog časopisa koji će pratiti rad na terenu, i gdje će istaknuti znanstvenici iz cijele Monarhije moći objavljivati rezultate svojih istraživačkih pothvata.
Inicijativa za pokretanje tiskovine takvoga tipa realizirana je koncem 1888. godine i prvi broj Glasnika zemaljskog muzeja predan je na uvid javnosti 1. siječnja 1889. godine. U početku je Glasnik  izlazio četiri puta godišnje, a prvi urednik, u periodu od 1889. do 1906. godine, bio je Kosta Hörmann. U okviru tzv. "stare serije" Glasnika (1889. – 1943.) objavljeno je 55 godišta časopisa u 134 sveska. Na čelu uredništva smjenjivala su se velika imena tadašnje bosanskohercegovačke znanosti i muzeologije, od već spomenutog Hörmanna, preko Ćire Truhelke (1906. – 1921.), Vladislava Skarića (1921./1922. – 1936.), Mihovila Mandića (1936. – 1941.), Joze Petrovića (1941. – 1942.), do Vejsila Ćurčića (1943.).
Drugo poglavlje u povijesti časopisa počelo je nakon Drugog svjetskog rata, 1946. godine, kada počinje izlaziti njegova "nova serija". Prema znanstvenim oblastima koje obrađuju objavljeni članci i prilozi, Glasnik se pojavljuje u sljedećim sveskama: Društvene znanosti (1946. – 1953.), Povijest i etnografija (1954. – 1957.), Arheologija (1954. do 2006.), Etnologija (1958. do 2006.) i Prirodne znanosti (1945. do 2006.).
Koncepcija časopisa, zacrtana još programom objavljenim u prvom broju, zadržala se do danas. Zadatak Glasnika Zemaljskog muzeja Bosne i Hercegovine bio je i ostao donositi izvorne znanstvene i stručne članke iz svih oblasti koje se proučavaju u Zemaljskom muzeju Bosne i Hercegovine te da u njemu, svojim prilozima, sudjeluju kako djelatnici Muzeja tako i vanjski suradnici. Od 2010. godine Glasnik mijenja svoj izgled: javlja se u većem formatu, a radovi se u sveskama Arheologije i Etnologije objavljuju na bošnjačkom, hrvatskom, srpskom i engleskom jeziku, dok je svezak Prirodne znanosti na engleskom jeziku.

## Vanjske poveznice
- Proslov prvog broja  Arhivirana inačica izvorne stranice od 8. rujna 2009. (Wayback Machine)
- Glasnik Zemaljskog muzeja BiH izdanja po godinama
- Zemaljski muzej Bosne i Hercegovine, Izdavalačka djelatnost